# Articulação dos Povos Indígenas do Brasil
A Articulação dos Povos Indígenas do Brasil (APIB) é uma associação nacional de entidades que representam os povos indígenas do Brasil.

## História
A APIB nasceu durante o Acampamento Terra Livre de 2005, num momento em que as lideranças indígenas regionais começavam a se tornar notórias nacionalmente mas se encontravam ainda bastante dispersas e isoladas. Os propósitos declarados na fundação eram:
- fortalecer a união dos povos indígenas, a articulação entre as diferentes regiões e organizações indígenas do país;
- unificar as lutas dos povos indígenas, a pauta de reivindicações, demandas e a política do movimento indígena;
- mobilizar os povos e organizações indígenas do país contra as ameaças e agressões aos direitos indígenas.

O Acampamento Terra Livre é a mobilização nacional, realizada todo ano, a partir de 2004, para tornar visível a situação dos direitos indígenas e reivindicar do Estado Brasileiro o atendimento das suas demandas e reivindicações. A APIB é uma instância de referência nacional do movimento indígena no Brasil. Conquistou credibilidade e representatividade e tem se notabilizado na defesa dos direitos indígenas no país, atuando em inúmeras ações, demandas, protestos e conflitos. Segundo o cientista político Bruno Lima Rocha, a APIB "eleva o status desta luta, pois ao gerar a auto-representação, ultrapassa a condição de tutela e delegação indireta através de entidades como o Conselho Indigenista Missionário e as contradições permanentes na Fundação Nacional do Índio".

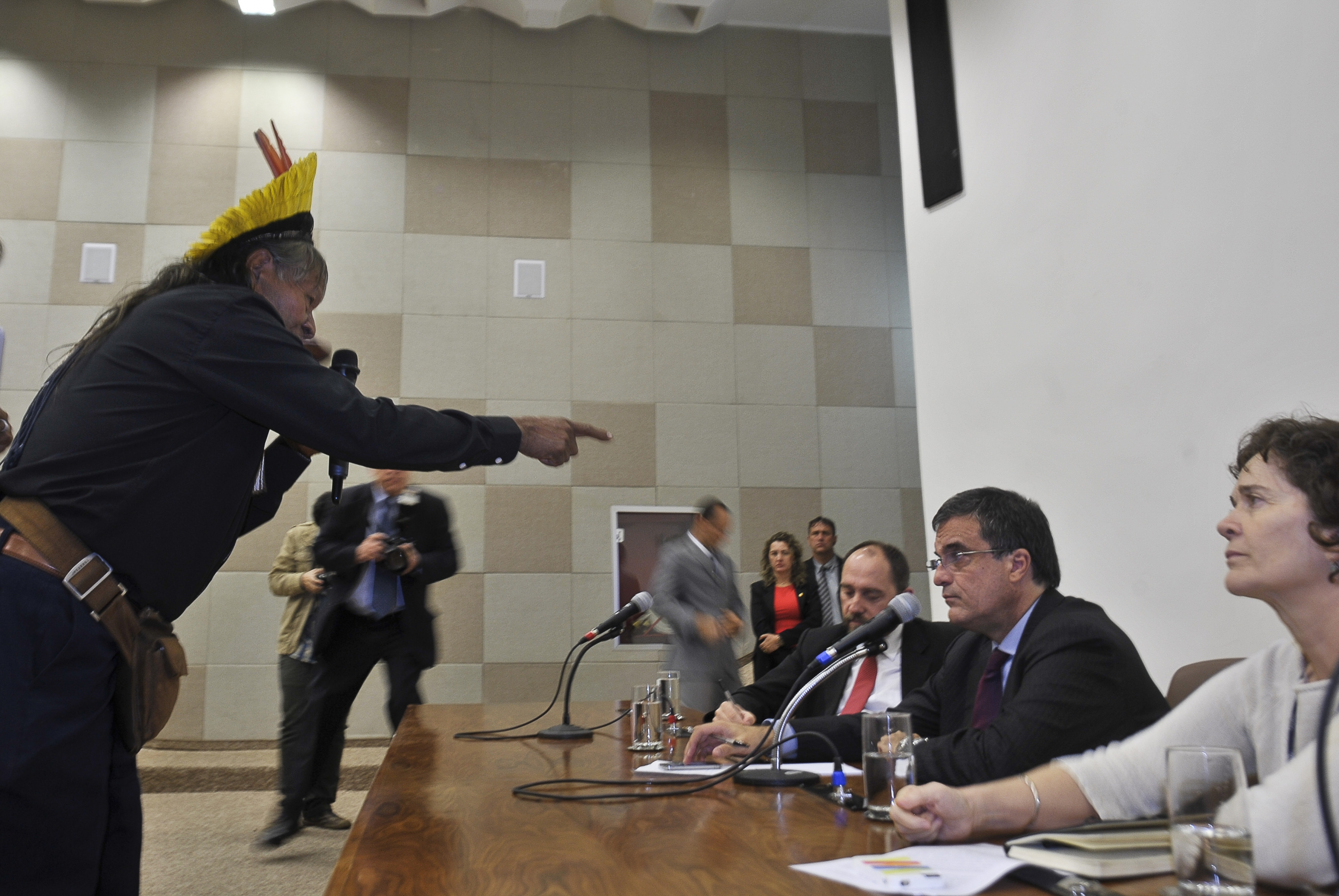
Lideranças da APIB são recebidas pelo Ministro da Justiça, José Eduardo Cardozo, e outros oficiais do governo em 16 de julho de 2012. Os indígenas protestam contra a Portaria 303, considerada uma ameaça à integridade das terras indígenas.

Entre outras participações, colaborou nos trabalhos da Cúpula dos Povos, realizada no Rio de Janeiro em 2012 paralelamente à Conferência das Nações Unidas sobre Desenvolvimento Sustentável; um de seus membros integrou o comitê gestor da Política Nacional de Gestão Territorial e Ambiental de Terras Indígenas, junto com sete membros de entidades regionais; e levou à ONU denúncias de violações de direitos humanos contra os povos indígenas brasileiros, urgindo que a comunidade internacional se pronunciasse e interferisse junto ao governo para resolver os problemas.
Em 2013 participou do início das negociações com a presidência para regularização dos processos de demarcação de terras indígenas, solicitando também a cessação das perseguições e crimes contra os índios, e a revogação de dispositivos legais contrários aos seus interesses, entre outras reivindicações. No mesmo ano foi membro observador da reunião da Comunidade de Estados Latino-Americanos e Caribenhos.
Em 2020 a APIB ajuizou ação de Arguição de Descumprimento de Preceito Fundamental junto ao Supremo Tribunal Federal, para que fossem tomadas providências diante da situação de negligência e abandono dos povos indígenas pelo governo Bolsonaro durante a pandemia de coronavírus e solicitando, ao mesmo tempo, a retirada de invasores das terras tradicionais. Esta ação foi importante porque levou ao reconhecimento pelo STF da legitimidade processual da APIB para ingressar em juízo como parte sem a necessidade de tutela estatal direta ou indireta, com base no disposto pela Constituição. Isso foi uma inovação na jurisprudência brasileira, e segundo Beatriz Mendes, "o que o STF fez nesse caso, foi reconhecer, também, que a organização social dos indígenas pode ser diversa, com respeito às singularidades dos povos originários, de forma que a APIB pode ser reconhecida como uma entidade de classe mesmo que não esteja formalmente constituída desse modo. [...] Essa decisão é de grande valia, pois abre uma nova perspectiva de reconhecimento e defesa de direitos aos povos indígenas, e incentiva a criação e a participação de associações e organizações em busca da concretização e da defesa de direitos indígenas".

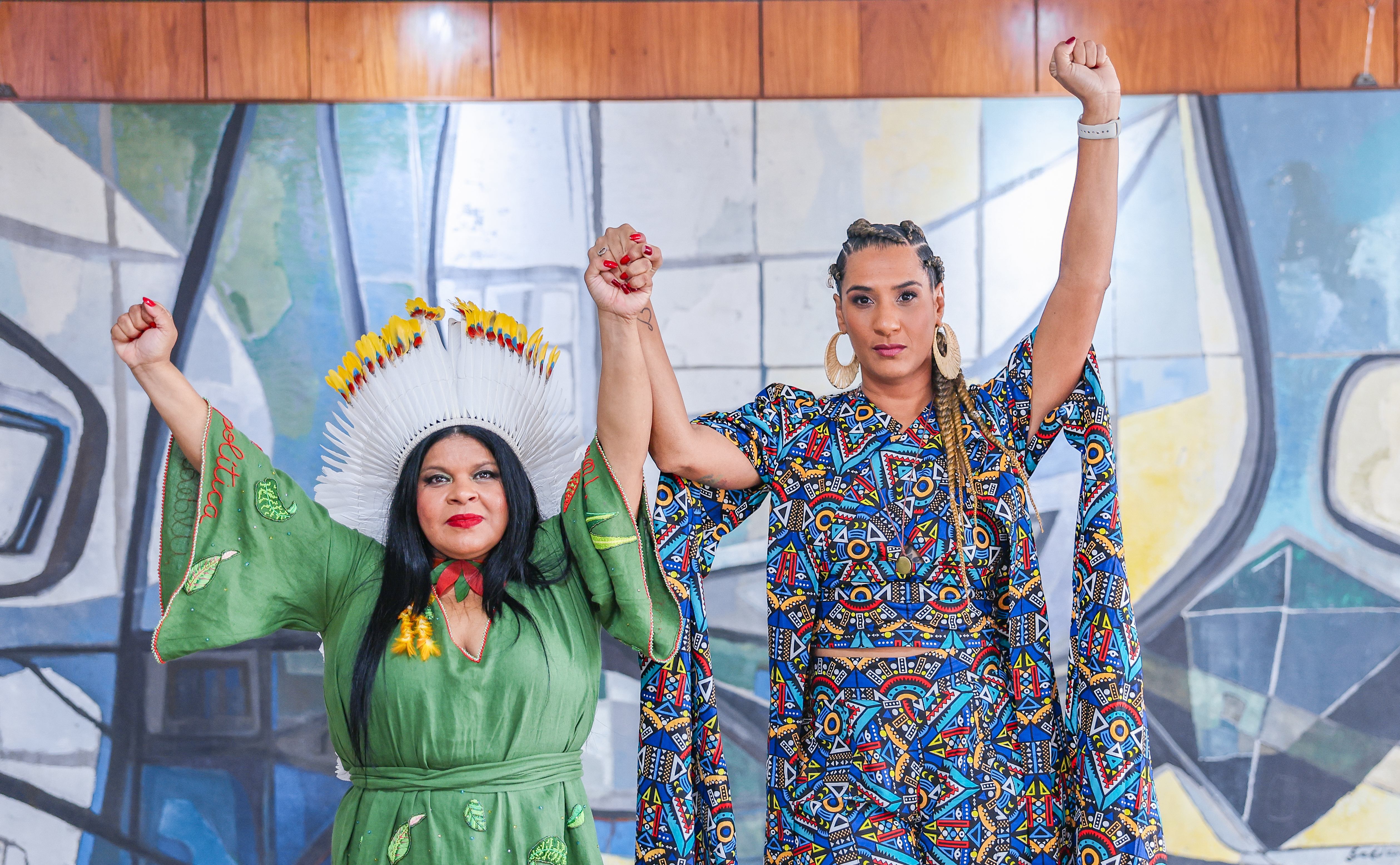
Sônia Guajajara e Anielle Franco assumem seus postos respectivamente no Ministério dos Povos Indígenas e no Ministério da Igualdade Racial, 2023

Entre muitas outras ações, a APIB publicou em 2021 um Dossiê Internacional de Denúncias denunciando os ataques inéditos sofridos pelos povos durante o governo Bolsonaro, enviou representante para a COP26 para debater as relações entre o desmatamento e o aquecimento global, participou da movimentação contra a aprovação do marco temporal, e da articulação para a criação do Ministério dos Povos Indígenas. Em 2023 Sônia Guajajara, que foi coordenadora executiva da APIB, foi indicada a primeira titular do Ministério.
Segundo dossiê elaborado pela PUC-Minas, "a Articulação dos Povos Indígenas do Brasil é uma das instâncias de mobilização mais importantes para o movimento indígena brasileiro. A APIB é composta por diferentes organizações regionais que reivindicam os direitos indígenas. [...] Essas organizações têm sua própria história e bandeiras, reforçando a pluralidade dos povos indígenas brasileiros com base na história de cada povo, os contextos e as dificuldades enfrentadas. Essa diversidade é unificada na missão da APIB, que é a promoção e defesa dos direitos indígenas, a partir da articulação e união entre os povos e organizações indígenas das distintas regiões do país".
Em 21 de novembro de 2023, a APIB foi condecorada com a insígnia da Ordem de Rio Branco.

## Estrutura

### Seções
A estrutura interna da APIB conta com três subdivisões:
- O Acampamento Terra Livre, a instância superior da APIB, reunindo mais de mil lideranças de todas as regiões do país, e segundo Beatriz Luz Mendes "é também a maior mobilização indígena nacional".
- Fórum Nacional, que reúne lideranças e organizações indígenas regionais, viabilizando e encaminhando as deliberações do Acampamento
- Comissão Nacional Permanente, composta por membros de suas organizações filiadas, responsável pela execução do plano de ação da APIB

### Membros
Faziam parte da APIB em 2025:
- Coordenação das Organizações Indígenas da Amazônia Brasileira (COIAB) — que surgiu em 1989, tendo representações nos estados do Acre, Amapá, Maranhão, Mato Grosso, Pará, Rondônia, Roraima e Tocantins
- Articulação dos Povos Indígenas do Nordeste, Minas Gerais e Espírito Santo (APOINME)
- Conselho do Povo Terena — constituído em 2012, e se localiza no estado do Mato Grosso do Sul
- Grande Assembleia do povo Guarani (ATY GUASU)
- Comissão Guarani Yvyrupa (CGY) — organização indígena que congrega coletivos do povo guarani das Regiões Sul e Sudeste do Brasil
- Articulação dos Povos Indígenas do Sudeste (ARPINSUDESTE)
- Articulação dos Povos Indígenas da Região Sul (ARPIN Sul) — organização que desde 2006 articula o movimento indígena da região Sul e buscar unir os povos indígenas Kaingang, Xokleng, Xetá e descendentes de Charrua